# Conte di Aylesford
Conte di Aylesford è un titolo nobiliare inglese nella Parìa del Regno Unito.

## Storia
Il titolo venne creato nel 1714 per l'avvocato e politico Heneage Finch, I barone Guernsey. Egli era già stato creato Barone Guernsey nella Paria d'Inghilterra nel 1703. Finch era a sua volta il figlio minore di Heneage Finch, I conte di Nottingham e pronipote di Elizabeth Heneage, I contessa di Winchilsea. Il figlio primogenito di lord Aylesford, il II conte, fu parlamentare per la costituente di Maidstone e del Surrey. Nel 1712 sposò Mary Fisher, figlia di sir Clement Fisher, III baronetto. Attraverso questo matrimonio egli ottenne Packington Hall nel Warwickshire. Il figlio della coppia, il III conte, sedette come membro del parlamento per il Leicestershire e per Maidstone. Il figlio primogenito di questi, il IV conte, rappresentò Castle Rising e Maidstone alla Camera dei Comuni dopodiché entrò alla Camera dei Lords alla morte di suo padre, prestando servizio anche come Capitano degli Yeomen della Guardia dal 1783 al 1804 e come Lord Steward of the Household dal 1804 al 1812.
Suo figlio secondogenito, ma il primo tra i sopravvissuti, fu il V conte e fu un membro del parlamento per la compagine dei Tory per la costituente di Weobly. Suo figlio, il VI conte, rappresentò il South Warwickshire al parlamento coi Conservatori. Suo nipote, il X conte, assunse per licenza reale anche il cognome da nubile della madre, Knightley, oltre a quello di Finch. Suo figlio, l'XI conte, prestò servizio come Lord Luogotenente del West Midlands. I titoli sono attualmente detenuti dal figlio di quest'ultimo, a cui succedette nel 2008. Come discendente della prima contessa di Winchilsea e del primo conte di Nottingham, egli è anche detentore di questi titoli che sono uniti alla sua casata dal 1729.   
La sede di famiglia è a Packington Hall nel Warwickshire.

## Conti di Aylesford (1714)
- Heneage Finch, I conte di Aylesford (1649–1719)
- Heneage Finch, II conte di Aylesford (1683–1757)
- Heneage Finch, III conte di Aylesford (1715–1777)
- Heneage Finch, IV conte di Aylesford (1751–1812)
  - Charles Finch, lord Guernsey (m. 1784)
- Heneage Finch, V conte di Aylesford (1786–1859)
- Heneage Finch, VI conte di Aylesford (1824–1871)
- Heneage Finch, VII conte di Aylesford (1849–1885)
- Charles Wightwick Finch, VIII conte di Aylesford (1851–1924)
  - Heneage Greville Finch, lord Guernsey (1883–1914)
- Heneage Michael Charles Finch, IX conte di Aylesford (31 ottobre 1908–28 maggio 1940)
- Charles Daniel Finch-Knightley, X conte di Aylesford (23 agosto 1886–20 marzo 1958)
- Charles Ian Finch-Knightley, XI conte di Aylesford (1918–2008)
- Charles Heneage Finch-Knightley, XII conte di Aylesford (n. 27 marzo 1947)

L'erede apparente è il figlio dell'attuale detentore del titolo, James Daniel Finch-Knightley, lord Guernsey (n. 1985)